# مایکل لوچ
مایکل لوچ (انگلیسی: Michael Lusch؛ زادهٔ ۱۶ ژوئن ۱۹۶۴) بازیکن فوتبال اهل آلمان است.
از باشگاه‌هایی که در آن بازی کرده‌است می‌توان به باشگاه فوتبال کایزرسلاوترن، باشگاه فوتبال بروسیا دورتموند، باشگاه فوتبال اوردینگن ۰۵، باشگاه فوتبال روت‌وایس اسن، و باشگاه فوتبال شوارتز-وایس اسن اشاره کرد.
وی همچنین در تیم ملی فوتبال زیر ۲۱ سال آلمان بازی کرده‌است.